# Герб Комаричского района
Герб Кома́ричского района является официальным символом муниципального образования Комаричский район Брянской области Российской Федерации.
Герб района утверждён решением Комаричского районного Совета народных депутатов № 139 от 10 марта 2000 года.
Герб внесён в Государственный геральдический регистр Российской Федерации под регистрационным номером 636.

## Описание герба
«В зелёном поле древнерусский воин в серебреных шлеме и доспехах, червлёных (красных) рукавицах и сапогах, с черным поясом с золотой пряжкой, к которому подвешен золотой нож в ножнах и в такой же рубахе и черных штанах, держащий в деснице серебряный на золотом древке бердыш; по сторонам — включённые узкие червлёные столбы, сопровождаемые в правом нижнем и в левом верхнем углах золотыми колосьями».

## Обоснование символики герба
За основу герба взято историческое название районного центра Комаричи, произошедшее от слова «КОМОРА», обозначающее сторожевую стрелецкую заставу, расположенную на месте пересечения Свиного и Ромадановского шляхов, пролегающих по территории района.
Две красные полосы в зеленом поле показывают ленту медали «Партизану Великой Отечественной войны», так как здешний район был местом активных партизанских действий в 1941—1943 годах.
Зелёный цвет поля отражает природу района и его сельское хозяйство. Зеленый цвет также символ плодородия, весны и здоровья.
Красный цвет символ мужества, самоотверженности, геройства, справедливой борьбы и жизни.
Серебро в геральдике — символ чистоты, совершенства, мудрости, благородства, мира и взаимосотрудничества.
Золото — символ прочности, богатства, величия, интеллекта и великодушия.
Герб языком аллегорий и геральдических символов гармонично отражает историческое название района.

## История герба
В основу действующего герба Комаричского района положен проект герба Комаричей, который появился в 1994 году на сувенирном значке (официально не утверждён). Проект герба имел следующий вид: «Щит пересечённый. В верхнем червлёном поле золотая мортира, сопровождаемая по сторонам пирамидами ядер натурального цвета. В нижнем пространном зеленом поле золотая фигура воина с бердышем в руке».
Воин из проекта герба Комаричей в 2000 году стал главной фигурой герба района.
Действующий герб Комаричского района был разработан при содействии Союза геральдистов России.
Авторская группа: идея герба — Константин Моченов (Химки), Иван Коломиец (Брянск); художник — Игорь Янушкевич (Николаев)